# Marchéville
Marchéville – miejscowość i gmina we Francji, w Regionie Centralnym, w departamencie Eure-et-Loir.
Według danych na rok 1990 gminę zamieszkiwało 379 osób, a gęstość zaludnienia wynosiła 31 osób/km² (wśród 1842 gmin Regionu Centralnego Marchéville plasuje się na 772. miejscu pod względem liczby ludności, natomiast pod względem powierzchni na miejscu 1031.).